# Lunel
Lunel [lynɛl] (okzitanisch Lunèl) ist eine französische Stadt und Gemeinde mit 26.380 Einwohnern (Stand: 1. Januar 2022) im Département Hérault in der Region Okzitanien. Sie gehört zum Arrondissement Montpellier und ist Verwaltungssitz des Gemeindeverbands Lunel Agglo. Das Bureau centralisateur des gleichnamigen Kantons befindet sich in Lunel. Die Einwohner werden Lunellois und Lunelloises genannt.
Die Stadt erhielt 2023 die Auszeichnung „Drei Blumen“, die vom Conseil national des villes et villages fleuris (CNVVF) im Rahmen des jährlichen Wettbewerbs der blumengeschmückten Städte und Dörfer verliehen wird.

## Geografie

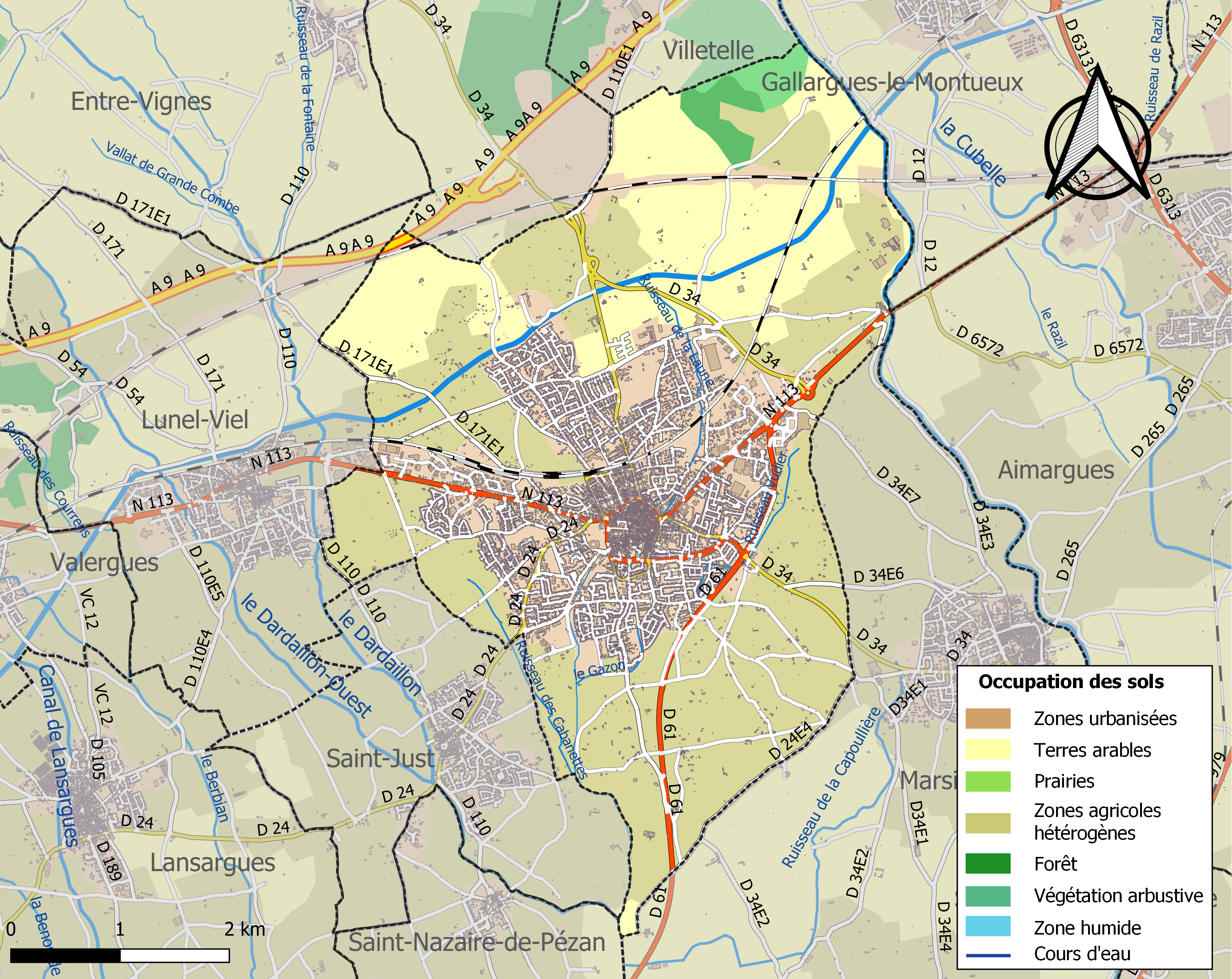
Bodennutzung, Hydrografie und Infrastruktur der Gemeinde (2018)

Lunel liegt am östlichen Rand des Départements an der Grenze zum benachbarten Département Gard, etwa 21 Kilometer nordnordöstlich von Montpellier und etwa 25 Kilometer südwestlich von Nîmes. Der Vidourle begrenzt die Gemeinde im Nordosten. Der Canal du Bas-Rhône Languedoc, der zur Bewässerung des Landstrichs dient, durchquert das Gemeindegebiet, das im Wesentlichen aus einer Schwemmlandebene zwischen den Ebenen von Mauguio und der Petite Camargue besteht.
Das Gebiet von Lunel ist Teil des insgesamt 209 Hektar großen, im Jahre 2017 ins Leben gerufenen Natura 2000-Schutzgebiets „Le Vidourle“ (FR9101391) und von drei ZNIEFF-Naturzonen. Knapp zwei Drittel der Fläche der Gemeinde werden landwirtschaftlich genutzt, etwa 26 % ist bebautes Gelände, nur etwa 1 % ist bewaldet.
Umgeben wird Lunel von den sieben Nachbargemeinden:
| Saturargues | Villetelle                                  | Gallargues-le-Montueux (Gard) |
| Lunel-Viel  | Kompassrose, die auf Nachbargemeinden zeigt | Aimargues (Gard)              |
| Saint-Just  |                                             | Marsillargues                 |

## Klima
|                        | Jan  | Feb  | Mär  | Apr  | Mai  | Jun  | Jul  | Aug  | Sep  | Okt  | Nov  | Dez  |   |      |
| Mittl. Temperatur (°C) | 6,5  | 7,1  | 10,4 | 13,5 | 17,4 | 22,3 | 24,8 | 24,4 | 20,1 | 15,9 | 10,6 | 7,3  | ⌀ | 15,1 |
| Mittl. Tagesmax. (°C)  | 10,7 | 11,9 | 15,5 | 18,5 | 22,5 | 27,7 | 30,5 | 30,1 | 25,3 | 20,2 | 14,5 | 11,3 | ⌀ | 19,9 |
| Mittl. Tagesmin. (°C)  | 3    | 2,9  | 5,6  | 8,6  | 12,2 | 16,6 | 19,1 | 18,9 | 15,5 | 12,1 | 7,3  | 3,9  | ⌀ | 10,5 |
|                        |      |      |      |      |      |      |      |      |      |      |      |      |   |      |
| Niederschlag (mm)      | 64   | 41   | 47   | 67   | 54   | 33   | 21   | 35   | 99   | 115  | 101  | 58   | Σ | 735  |
|                        |      |      |      |      |      |      |      |      |      |      |      |      |   |      |
| Sonnenstunden (h/d)    | 6,3  | 7,4  | 8,7  | 10,0 | 11,6 | 12,9 | 12,9 | 11,7 | 9,7  | 7,4  | 6,7  | 6,2  | ⌀ | 9,3  |
|                        |      |      |      |      |      |      |      |      |      |      |      |      |   |      |
| Regentage (d)          | 6    | 4    | 4    | 6    | 6    | 4    | 2    | 3    | 5    | 8    | 7    | 6    | Σ | 61   |
|                        |      |      |      |      |      |      |      |      |      |      |      |      |   |      |
| Luftfeuchtigkeit (%)   | 73   | 66   | 63   | 63   | 60   | 52   | 48   | 51   | 60   | 71   | 72   | 72   | ⌀ | 62,6 |

| 3 |

| 2,9 |

| 5,6 |

| 8,6 |

| 12,2 |

| 16,6 |

| 19,1 |

| 18,9 |

| 15,5 |

| 12,1 |

| 7,3 |

| 3,9 |

| 3 |

| 2,9 |

| 5,6 |

| 8,6 |

| 12,2 |

| 16,6 |

| 19,1 |

| 18,9 |

| 15,5 |

| 12,1 |

| 7,3 |

| 3,9 |

Das Klima ist als Sommerheißes Mittelmeerklima (Csa-Klima) nach Köppen und Geiger klassifiziert. Im Juli fällt im Schnitt am wenigsten Niederschlag. Im Vergleich zum niederschlagsreichsten Monat Oktober liegt die Differenz bei 94 mm. Im kältesten Monat Januar werden im Schnitt 18,3 °C weniger erreicht als im wärmsten Monat Juli. Es ist bemerkenswert, dass der Monat mit der höchsten relativen Luftfeuchtigkeit Januar (73 %) ist, während Juli (48 %) den niedrigsten Wert aufweist. Im Monat mit der geringsten Anzahl an Regentagen, nämlich Juli, ist mit einer vergleichsweise trockenen Wetterperiode zu rechnen, während im Gegensatz dazu im Oktober die höchste Anzahl an Niederschlägen zu erwarten ist.
Die Angaben von Temperatur, Wassertemperatur, Niederschlag, Regentag und Luftfeuchtigkeit basieren auf Daten von 1991–2021, Sonnenstunden auf Daten von 1999–2019.

## Geschichte
Im Jahr 888 wurde Lunel zur Baronie für 13 Ortschaften erhoben. Zur Jahrtausendwende gehörte sie Bernard d’Anduze, baron de Sauve, der sie Gaucelm, dem Herrn von Lunel abtrat. Im 12. und 13. Jahrhundert blühte die jüdische Gemeinde von Lunel, die zahlreiche Gelehrte hervorbrachte.
1632, nach dem Frieden von Alès, wurden die Befestigungen abgerissen. Ein Jahrhundert später, 1728, wurde begonnen, Lunel durch einen Kanal mit dem Meer zu verbinden.

## Bevölkerungsentwicklung
| Lunel: Einwohnerzahlen von 1793 bis 2020                                                                                   | Lunel: Einwohnerzahlen von 1793 bis 2020 | Lunel: Einwohnerzahlen von 1793 bis 2020 | Lunel: Einwohnerzahlen von 1793 bis 2020 | Lunel: Einwohnerzahlen von 1793 bis 2020 |
| --- | ---------------------------------------- | ---------------------------------------- | ---------------------------------------- | ---------------------------------------- |
| Jahr |                                          |                                          |                                          | Einwohner                                |
| 1793 | 1793                                     |                                          | 4.170                                    | 4.170                                    |
| 1800 | 1800                                     |                                          | 4.227                                    | 4.227                                    |
| 1806 | 1806                                     |                                          | 4.196                                    | 4.196                                    |
| 1821 | 1821                                     |                                          | 5.554                                    | 5.554                                    |
| 1831 | 1831                                     |                                          | 6.260                                    | 6.260                                    |
| 1836 | 1836                                     |                                          | 6.320                                    | 6.320                                    |
| 1841 | 1841                                     |                                          | 6.385                                    | 6.385                                    |
| 1846 | 1846                                     |                                          | 6.639                                    | 6.639                                    |
| 1851 | 1851                                     |                                          | 6.392                                    | 6.392                                    |
| 1856 | 1856                                     |                                          | 6.712                                    | 6.712                                    |
| 1861 | 1861                                     |                                          | 6.737                                    | 6.737                                    |
| 1866 | 1866                                     |                                          | 6.989                                    | 6.989                                    |
| 1872 | 1872                                     |                                          | 7.281                                    | 7.281                                    |
| 1876 | 1876                                     |                                          | 8.315                                    | 8.315                                    |
| 1881 | 1881                                     |                                          | 6.487                                    | 6.487                                    |
| 1886 | 1886                                     |                                          | 6.667                                    | 6.667                                    |
| 1891 | 1891                                     |                                          | 6.793                                    | 6.793                                    |
| 1896 | 1896                                     |                                          | 7.203                                    | 7.203                                    |
| 1901 | 1901                                     |                                          | 7.532                                    | 7.532                                    |
| 1906 | 1906                                     |                                          | 7.489                                    | 7.489                                    |
| 1911 | 1911                                     |                                          | 7.730                                    | 7.730                                    |
| 1921 | 1921                                     |                                          | 7.539                                    | 7.539                                    |
| 1926 | 1926                                     |                                          | 8.268                                    | 8.268                                    |
| 1931 | 1931                                     |                                          | 8.435                                    | 8.435                                    |
| 1936 | 1936                                     |                                          | 7.665                                    | 7.665                                    |
| 1946 | 1946                                     |                                          | 7.775                                    | 7.775                                    |
| 1954 | 1954                                     |                                          | 7.758                                    | 7.758                                    |
| 1962 | 1962                                     |                                          | 8.872                                    | 8.872                                    |
| 1968 | 1968                                     |                                          | 10.735                                   | 10.735                                   |
| 1975 | 1975                                     |                                          | 13.452                                   | 13.452                                   |
| 1982 | 1982                                     |                                          | 15.648                                   | 15.648                                   |
| 1990 | 1990                                     |                                          | 18.404                                   | 18.404                                   |
| 1999 | 1999                                     |                                          | 22.352                                   | 22.352                                   |
| 2006 | 2006                                     |                                          | 23.914                                   | 23.914                                   |
| 2013 | 2013                                     |                                          | 25.006                                   | 25.006                                   |
| 2020 | 2020                                     |                                          | 26.356                                   | 26.356                                   |
| Quelle(n): EHESS/Cassini bis 1999, INSEE ab 2006 Anmerkung(en): Ab 1962 offizielle Zahlen ohne Einwohner mit Zweitwohnsitz |                                          |                                          |                                          |                                          |

## Sehenswürdigkeiten
- Kirche Notre-Dame du Lac aus dem 17. Jahrhundert
- Haus Philipps des Schönen, seit 2003 als Monument historique eingeschrieben
- Gebäudekomplex, genannt „Château des Gaucelm“, aus dem 13. und 15. Jahrhundert, seit 1998 in Teilen als Monument historique eingeschrieben
- Musée Médard
- Musée de la Tour des Prisons
- Freiheitsstatue

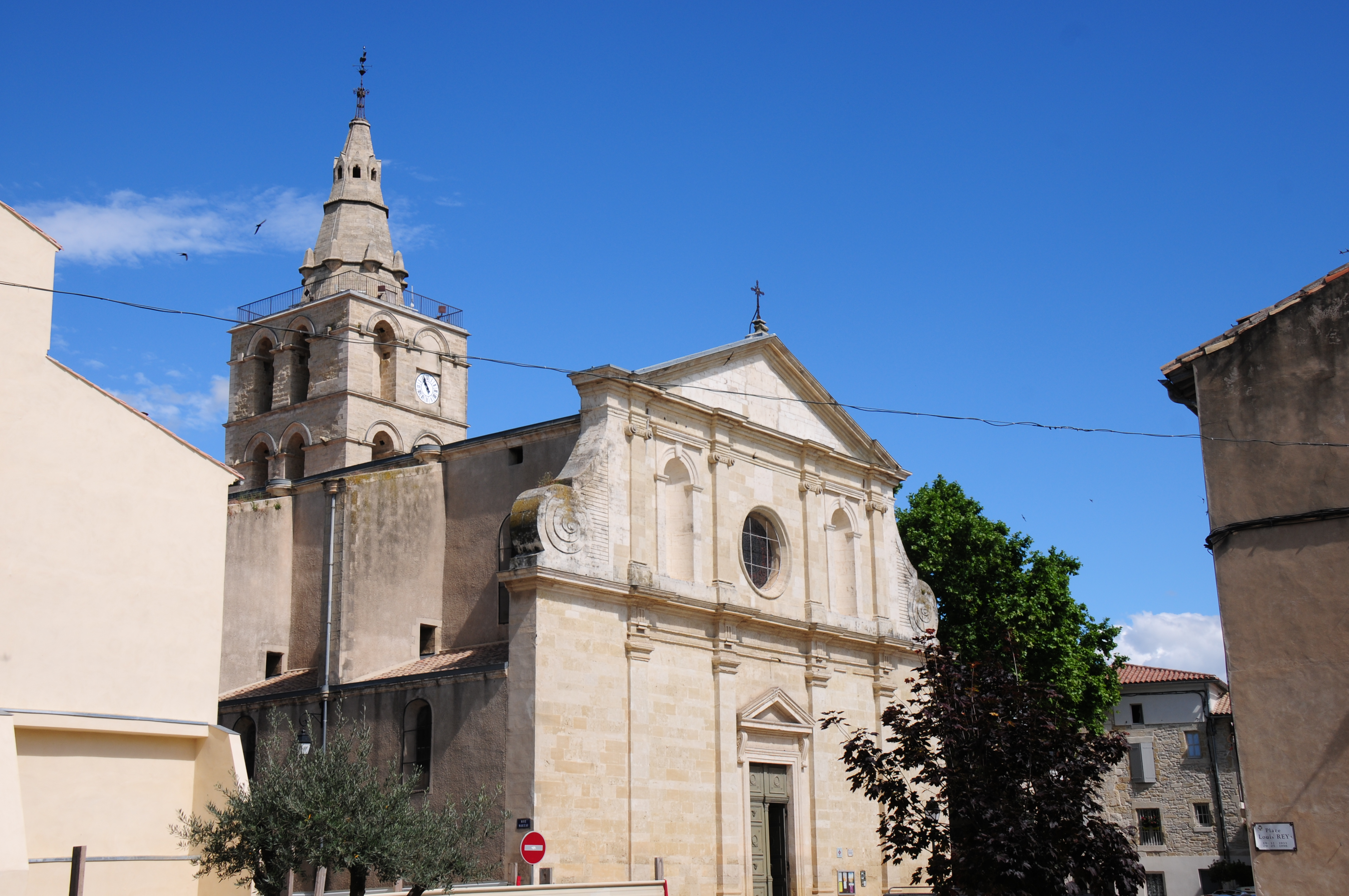
Kirche Notre-Dame du Lac
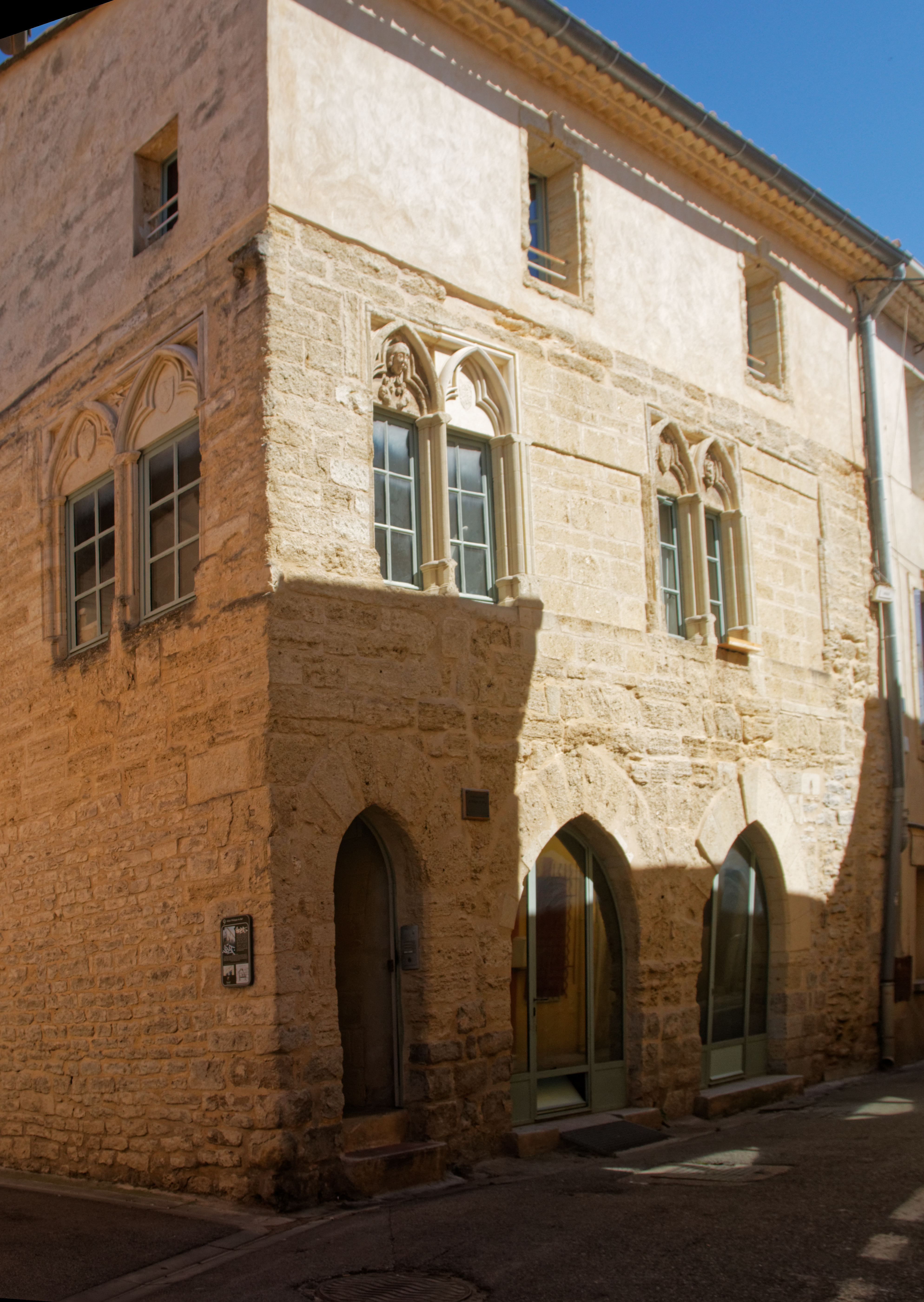
Haus Philipps des Schönen
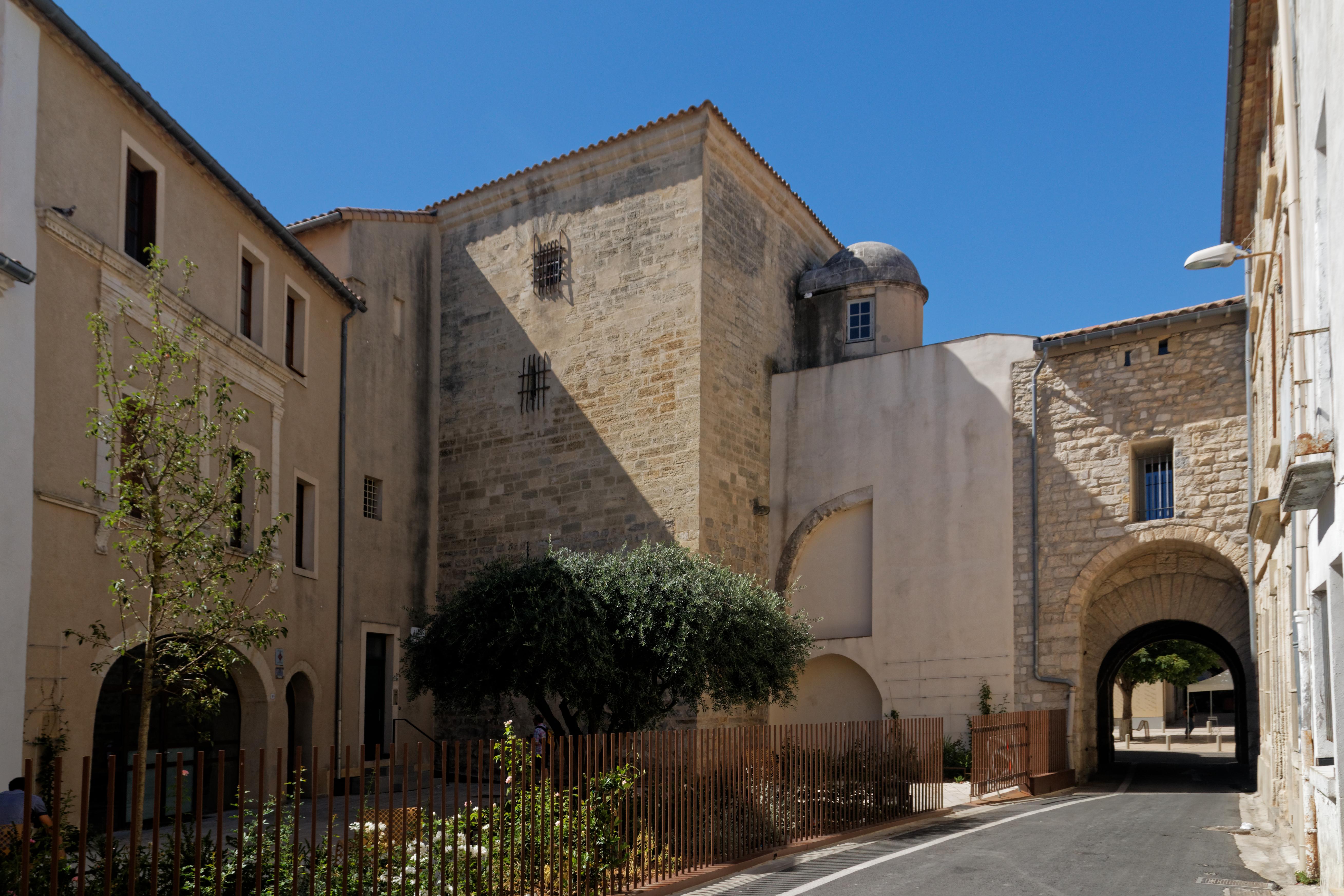
Château des Gaucelm
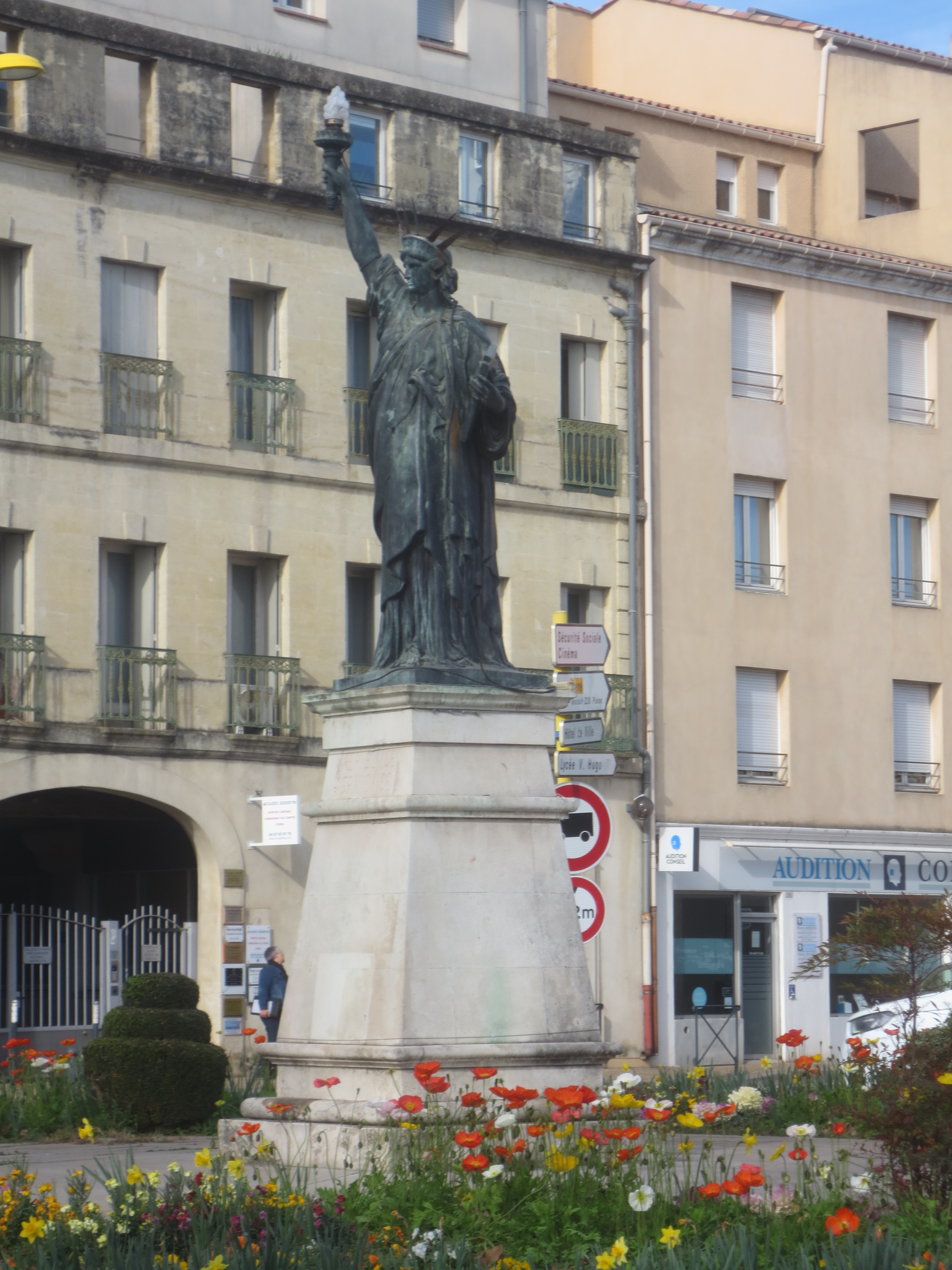
Freiheitsstatue
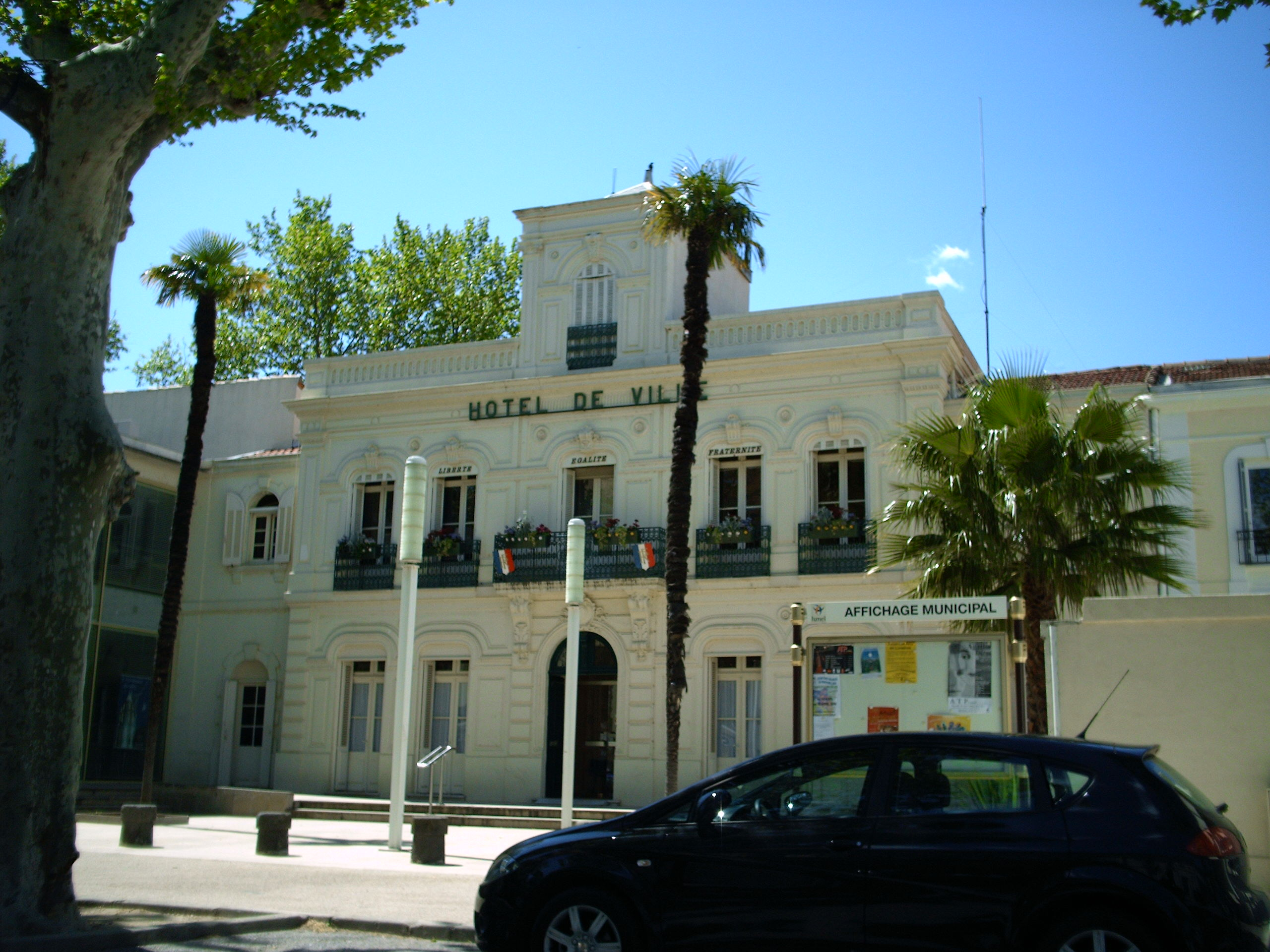
Hôtel de ville (Rathaus)

## Wirtschaft
Lunel liegt in den Zonen AOC
- der Weine mit den Appellationen
  - Languedoc blanc, rosé und rouge,
  - Languedoc Grès de Montpellier,

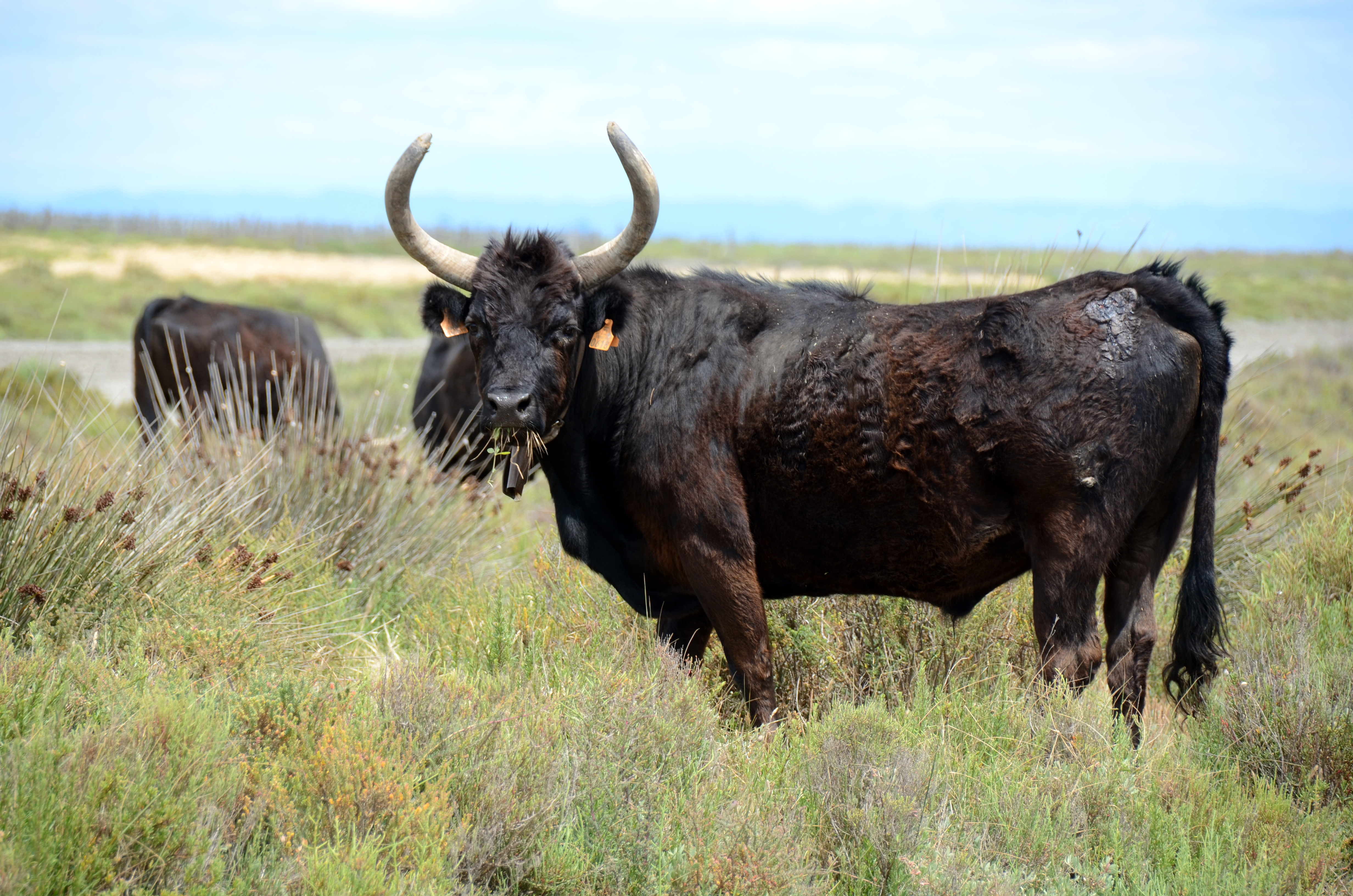
Camargue-Rind

  - Languedoc primeur oder nouveau rosé und rouge,
- des Muscat de Lunel, eines Süßweins,
- der Olive de Nîmes und des entsprechenden Olivenöls und
- des Fleischs des Camargue-Rinds.[8]

| Unternehmen                         | Branche                                    | Umsatz in € |
| ----------------------------------- | ------------------------------------------ | ----------- |
| Bio-Uv Group                        | Herstellung allgemeiner Gebrauchsmaschinen | 24.775.428  |
| Alliance Environnement Exploitation | Sammeln und Aufbereitung von Abwasser      | 19.244.341  |
| Berto Languedoc Roussillon SAS      | Lkw-Vermietungen mit Fahrer                | 15.918.620  |
| Sylvana SB                          | Möbelgeschäfte                             | 12.624.749  |
| Clinique Via Domitia                | Krankenhausaktivitäten                     | 10.062.208  |

## Bildung
Die Gemeinde verfügt über
- sieben öffentliche Vorschulen,
- eine private Vor- und Grundschule (École primaire),
- sieben öffentliche Grundschulen (Écoles élémentaires),
- ein öffentliches und ein privates Collège und

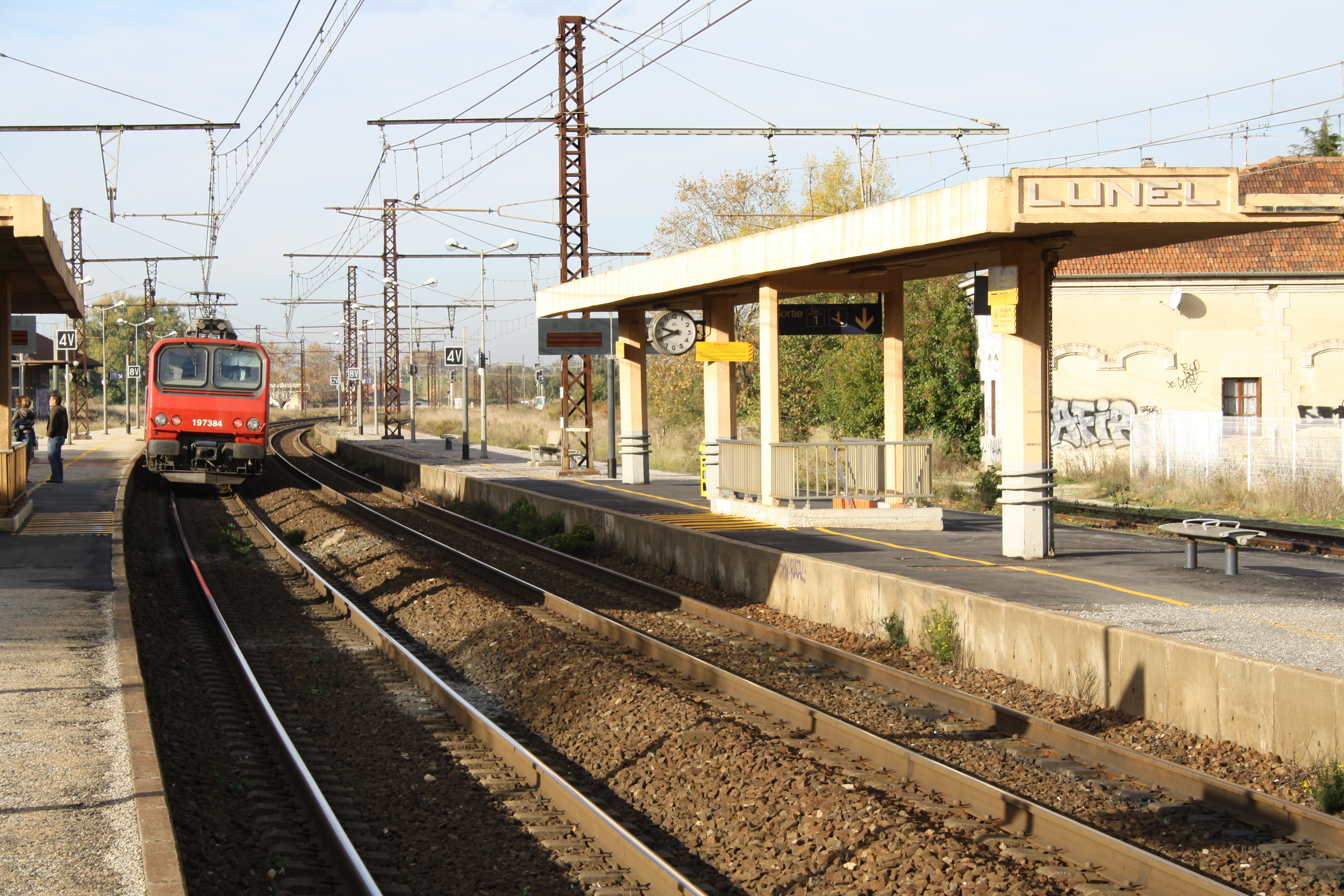
Nahverkehrszug der SNCF bei der Ausfahrt aus dem Bahnhof Lunel (2009)

- zwei öffentliche Lycées.[10]

## Verkehr
Lunel hat einen Bahnhof an der Bahnstrecke Tarascon–Sète-Ville. Er wurde am 9. Januar 1845 eröffnet, als deren vom Staat gebauter Abschnitt Montpellier–Nîmes durch die Compagnie fermière du chemin de fer de Montpellier à Nîmes in Betrieb genommen wurde. Im Jahr 1857 wurde diese Gesellschaft von der Compagnie des chemins de fer de Paris à Lyon et à la Méditerranée (PLM) übernommen, die ihrerseits 1938 in der SNCF aufging. Züge des Regionalverkehrs fahren von Lunel nach Montpellier, Portbou über Narbonne, Toulouse, Marseille und Avignon. Die Schnellfahrstrecke Contournement de Nîmes et Montpellier durchquert ebenfalls das Gebiet der Gemeinde, aber ohne Haltepunkt.
Im Nordwesten wird das Gemeindegebiet von der Autobahn A 9 (La Languedocienne) berührt; deren Anschlussstelle Lunel liegt knapp nördlich des Gemeindegebiets. Durch Lunel führt die Nationalstraße N 113 von Marseille nach Bordeaux. Die Departementsstraße D 61 zweigt in Lunel von ihr ab und führt südlich nach La Grande-Motte an das Mittelmeer. Vier Buslinien der regionalen Transportgesellschaft liO verbinden die Gemeinde mit Marsillargues, Nîmes, Lattes und Castelnau-le-Lez und dortigen Anschlüssen an das Straßenbahnnetz von Montpellier.

## Söhne und Töchter der Gemeinde
- Jean-Antoine Bérard (* 1710; † 1772), Opernsänger und Gesangslehrer
- Jean-Baptiste Timothée Baumes (* 1756; † 1828), Arzt und Pionier der physiologischen Chemie
- Louis Médard (* 1768; † 1841), Tuchhändler und Bibliophiler
- Henri de Bornier (* 1825; † 1901), Schriftsteller und Mitglied der Académie française
- Jacques Rouché (* 1862; † 1957), Herausgeber und Direktor der Pariser Oper
- Louis Feuillade (* 1873; † 1925), Filmregisseur der Stummfilmzeit
- Emmanuelle Seyboldt (* 1970), evangelische Pfarrerin, Präsidentin der Vereinigten Protestantischen Kirche Frankreichs
- Ellyes Skhiri (* 1995), tunesischer Fußballspieler, geboren in Lunel